# Janowiec barwierski
Janowiec barwierski (Genista tinctoria L.) – gatunek rośliny z rodziny bobowatych (Fabaceae Lindl.). Występuje na znacznej część Europy i Azji. W Polsce średnio pospolity.

## Morfologia
PokrójKrzew, który dorasta do 30–60 cm wysokości. Pędy ma wzniesione, sztywne.
LiściePodługowate bądź równowąskolancetowate z zaostrzonymi końcami i szydlastymi przylistkami. Brzegi blaszki oraz nerwy na spodniej stronie owłosione.
KwiatyMotylkowe, zebrane na szczytach pędów. Mają barwę żółtą i nagi kielich. Łódeczka korony ma taką samą długość, jak żagielek i również są nagie.
OwocStrąk z drobnymi, kulistymi nasionami w środku.

## Biologia i ekologia
Niewielki krzew, chamefit, nanofanerofit. Kwitnie od czerwca do sierpnia, kwiaty równoczesne, zapylane przez błonkówki. Siedlisko: suche zarośla i świetliste lasy, słoneczne wzgórza. W górach występuje po regiel dolny. W klasyfikacji zbiorowisk roślinnych gatunek charakterystyczny dla Ass. Scabioso-Genistetum. Roślina trująca.

### Interakcje międzygatunkowe
Jest rośliną żywicielską motyli zieleńczyka ostrężyńca i modraszka aleksisa.

## Zastosowanie
- Roślina lecznicza:
  - Surowiec zielarski : ziele. Zawiera m.in. alkaloidy chinolizydynowe – cytyzyna  lupaninametylocytyzyna, anagiryna, flawonoidy – luteolina, genistyna, olejek eteryczny i garbniki.
  - Działanie: Odwar z ziela (1 łyżkę stołową suszu zalać 1 szklanką wrzątku, gotować pod przykryciem 5–7 minut, przecedzić i w razie potrzeby pić 2-3 razy dziennie po 1 łyżce stołowej) zalecany jest w leczeniu zaburzeń ciśnienia tętniczego, jako środek moczopędny i lekko przeczyszczający, nasercowy, poprawiający przemianę materii. Odwar stosuje się w schorzeniach nerek, kamicy moczowej i stanach zapalnych nerek. Można go także stosować jako środek napotny, jak również do leczenia podagry, reumatyzmu i puchliny wodnej.
  - Działania niepożądane: Ziele janowca wyróżnia się silnym działaniem i w wyższych dawkach niż leczniczych powoduje nudności i wymioty oraz kurcze toniczno-kloniczne, zbliżone do strychninowych[6].
- Bywa uprawiany jako roślina ozdobna. Oprócz typowej formy gatunku uprawiane są odmiany karłowe, np. `Flore Pleno` o pełnych kwiatach i wysokości do 30 cm, `Royal Gold` o kwiatach zebranych w stożkowe kwiatostany długości do 8 cm[7].

## Uprawa
Wymaga pełnego słońca i małożyznego, przepuszczalnego podłoża (piaszczystego). Rozmnaża się z nasion lub sadzonek pędowych, które sporządza się latem. Źle znosi przesadzanie. Aby się lepiej rozkrzewił można go przycinać.